# Mali Borak
Mali Borak (Servisch cyrillisch: Мали Борак) is een plaats in de Servische gemeente Lajkovac. De plaats telt 489 inwoners (2002).